# FIM Endurance World Championship
Die FIM Endurance World Championship (EWC) ist die weltweit höchstwertige Langstrecken-Motorrad-Rennserie und findet unter dem Dach der Fédération Internationale de Motocyclisme (FIM) statt.
Die Weltmeisterschaft besteht aus einer Reihe von Rennen auf permanenten Rennstrecken. Die Ergebnisse der einzelnen Rennen werden kombiniert, der Titel geht an das beste Team. Darüber hinaus werden die Ranglisten veröffentlicht für Fahrer und Hersteller in den Kategorien EWC (Weltmeisterschaft) und Endurance World Cup. In dieser Kategorie werden weniger Rennen gefahren, die Motorräder müssen näher an den Serienmaschinen sein und es dürfen keine Schnellwechselvorrichtungen für die Räder verwendet werden (Stand August 2016).

## Geschichte
Die Meisterschaft wurde 1960 als FIM Endurance Cup gegründet. Die Meisterschaft bestand aus vier Rennen, dem Thruxton 500 auf dem Thruxton Circuit (England), dem 24-Stunden-Rennen von Montjuïc auf dem Circuit de Montjuïc in Barcelona (Spanien), auf dem Circuit de Winnerotte in Weerst (Belgien) und dem Bol d’Or auf dem Autodrome de Linas-Montlhéry in Frankreich.
Ab dem Jahre 1976 wurde der FIM Endurance Cup als Europameisterschaft, von 1980 bis 1988 als Weltmeisterschaft ausgetragen. In den 1980er Jahren beinhaltete der Endurance-WM-Kalender bis zu zehn Veranstaltungen. Die Popularität ging allmählich zurück, und der Kalender wurde nach und nach auf nur vier Rennen reduziert. 1989 und 1990 wurde die Meisterschaft zurückgestuft auf einen World-Cup-Status, da die Anzahl der Läufe, die nach FIM Sporting Code erforderlich waren, nicht zustande kam.
Vier Rennen werden als Klassiker bezeichnet, die 24 Stunden von Le Mans für Motorräder, die 24 Stunden von Lüttich (gefahren in Spa-Francorchamps), das 8-Stunden-Rennen von Suzuka und der Bol d’Or.
Bis zum Jahr 2000 wurde der Titel an die einzelnen Fahrer mit den meisten Punkten vergeben, ab 2001 wurde die Regel geändert und der WM-Titel wird an die Teams vergeben. Es gibt getrennte Wertungen für Fahrer, Team und Hersteller.
Im Februar 2015 wurde der französische TV-Sender Eurosport als neuer Veranstalter der Endurance-WM bekannt gegeben (bis 2020). Als erste große Veränderung gab Eurosport im Dezember 2015 eine Änderung des Kalender-Formats bekannt hin zu einer jahresübergreifenden Saison. Nach der Saison 2016 begann im September 2016 die Saison 2016/17. Das erste Rennen dieser Saison war im September 2016 der traditionelle Bol d’Or auf der ebenso traditionellen Strecke von Paul Ricard in Südfrankreich.

## Austragungsorte
Bis zum Ende der Saison 2024 fanden in 65 Jahren insgesamt 315 Läufe der Meisterschaft auf 38 verschiedenen Strecken statt. Diese teilen sich wie folgt auf:
| Nr. | Strecke                               | Rennen |
| --- | ------------------------------------- | ------ |
| 1   | Circuit Bugatti                       | 43     |
| 2   | Suzuka International Racing Course    | 43     |
| 3   | Circuit de Spa-Francorchamps          | 30     |
| 4   | Circuit Paul Ricard                   | 24     |
| 5   | Circuit de Montjuïc                   | 23     |
| 6   | Motorsport Arena Oschersleben         | 19     |
| 7   | Circuit de Nevers Magny-Cours         | 13     |
| 8   | Thruxton Circuit                      | 13     |
| 9   | Red Bull Ring                         | 10     |
| 10  | Nürburgring                           | 10     |
| 11  | Circuito de Albacete                  | 9      |
| 12  | TT Circuit Assen                      | 8      |
| 13  | Losail International Circuit          | 6      |
| 14  | Brands Hatch                          | 6      |
| 15  | Autodromo Internazionale del Mugello  | 5      |
| 16  | Circuito do Estoril                   | 4      |
| 17  | Circuit de Vallelunga                 | 4      |
| 18  | Autodromo Enzo e Dino Ferrari         | 4      |
| 19  | Autodromo Nazionale di Monza          | 4      |
| 20  | Slovakiaring                          | 3      |
| 21  | Circuit Zolder                        | 3      |
| 22  | Automotodrom Brno                     | 3      |
| 23  | Donington Park                        | 3      |
| 24  | Misano World Circuit Marco Simoncelli | 3      |
| 25  | Silverstone Circuit                   | 2      |
| 26  | Phillip Island Circuit                | 2      |
| 27  | Johor Circuit                         | 2      |
| 28  | Circuito de Jerez                     | 2      |
| 29  | Circuito del Jarama                   | 2      |
| 30  | Autodrome de Linas-Montlhéry          | 2      |
| 31  | Circuit de Winnerotte                 | 2      |
| 32  | Autodrom Most                         | 1      |
| 33  | Sepang International Circuit          | 1      |
| 34  | Autódromo Internacional do Algarve    | 1      |
| 35  | Zhuhai International Circuit          | 1      |
| 36  | Scandinavian Raceway                  | 1      |
| 37  | Hockenheimring Baden-Württemberg      | 1      |
| 38  | Castle Combe Circuit                  | 1      |
| 39  | AVUS                                  | 1      |

| Nr. | Strecke                            | Summe | 2025 | 24 | 23 | 22 | 21 | 20  | 19 | 18 | 17 | 16 | 15 | 14 | 13 | 12 | 11 | 10 | 09 | 08 | 07 | 06 | 05 | 04 | 03 | 02 | 01 | 2000 |
| --- | ---------------------------------- | ----- | ---- | -- | -- | -- | -- | --- | -- | -- | -- | -- | -- | -- | -- | -- | -- | -- | -- | -- | -- | -- | -- | -- | -- | -- | -- | ---- |
| 1   | Suzuka International Racing Course | 24    | 1    | 1  | 1  | 1  | -  | (0) | 1  | 1  | 1  | 1  | 1  | 1  | 1  | 1  | 1  | 1  | 1  | 1  | 1  | 1  | 1  | 1  | 1  | 1  | 1  | 1    |
| 2   | Circuit Bugatti                    | 22    | 1    | 1  | 1  | 1  | 1  | 1   | 1  | 1  | 1  | 1  | 1  | 1  | 1  | 1  | 1  | 1  | 1  | 1  | 1  | 1  | -  | -  | -  | -  | 1  | 1    |
| 3   | Motorsport Arena Oschersleben      | 18    | -    | -  | -  | -  | -  | (0) | 1  | 1  | 1  | 1  | 1  | 1  | 1  | 1  | -  | -  | 1  | 1  | 1  | 1  | 1  | 1  | 1  | 1  | 1  | 1    |
| 4   | Circuit de Nevers Magny-Cours      | 11    | -    | -  | -  | -  | -  | -   | -  | -  | -  | -  | -  | 1  | 1  | 1  | 1  | 1  | 1  | 1  | 1  | 1  | -  | -  | -  | -  | 1  | 1    |
| 5   | Circuit Paul Ricard                | 10    | 1    | 1  | 1  | 1  | 1  | (0) | 1  | 1  | 1  | 1  | 1  | -  | -  | -  | -  | -  | -  | -  | -  | -  | -  | -  | -  | -  | -  | -    |
| 6   | Circuito de Albacete               | 9     | -    | -  | -  | -  | -  | -   | -  | -  | -  | -  | -  | -  | -  | -  | 1  | 1  | 1  | 1  | 1  | 1  | 1  | 1  | 1  | -  | -  | -    |
| 7   | Losail International Circuit       | 6     | -    | -  | -  | -  | -  | -   | -  | -  | -  | -  | -  | -  | -  | 1  | 1  | 1  | 1  | 1  | 1  | -  | -  | -  | -  | -  | -  | -    |
| 8   | Circuit de Spa-Francorchamps       | 6     | 1    | 1  | 1  | 1  | -  | -   | -  | -  | -  | -  | -  | -  | -  | -  | -  | -  | -  | -  | -  | -  | -  | -  | -  | -  | 1  | 1    |
| 9   | TT Circuit Assen                   | 4     | -    | -  | -  | -  | -  | -   | -  | -  | -  | -  | -  | -  | -  | -  | -  | -  | -  | -  | -  | 1  | 1  | 1  | 1  | -  | -  | -    |
| 10  | Autodromo Vallelunga               | 4     | -    | -  | -  | -  | -  | -   | -  | -  | -  | -  | -  | -  | -  | -  | -  | -  | -  | -  | -  | -  | 1  | 1  | 1  | 1  | -  | -    |
| 11  | Circuito do Estoril                | 3     | -    | -  | -  | -  | 1  | 1   | -  | -  | -  | -  | -  | -  | -  | -  | -  | -  | -  | -  | -  | -  | -  | -  | -  | -  | -  | 1    |
| 12  | Slovakiaring                       | 3     | -    | -  | -  | -  | -  | -   | 1  | 1  | 1  | -  | -  | -  | -  | -  | -  | -  | -  | -  | -  | -  | -  | -  | -  | -  | -  | -    |
| 13  | Automotodrom Brno                  | 3     | -    | -  | -  | -  | -  | -   | -  | -  | -  | -  | -  | -  | -  | -  | -  | -  | -  | -  | -  | -  | -  | -  | 1  | 1  | 1  | -    |
| 14  | Autodromo Enzo e Dino Ferrari      | 2     | -    | -  | -  | -  | -  | -   | -  | -  | -  | -  | -  | -  | -  | -  | -  | -  | -  | -  | -  | -  | -  | -  | -  | 1  | 1  | -    |
| 15  | Autodrom Most                      | 1     | -    | -  | -  | -  | 1  | -   | -  | -  | -  | -  | -  | -  | -  | -  | -  | -  | -  | -  | -  | -  | -  | -  | -  | -  | -  | -    |
| 16  | Sepang International Circuit       | 1     | -    | -  | -  | -  | -  | -   | 1  | -  | -  | -  | -  | -  | -  | -  | -  | -  | -  | -  | -  | -  | -  | -  | -  | -  | -  | -    |
| 17  | Autódromo Internacional do Algarve | 1     | -    | -  | -  | -  | -  | -   | -  | -  | -  | 1  | -  | -  | -  | -  | -  | -  | -  | -  | -  | -  | -  | -  | -  | -  | -  | -    |
| 18  | Circuit Zolder                     | 1     | -    | -  | -  | -  | -  | -   | -  | -  | -  | -  | -  | -  | -  | -  | -  | -  | -  | -  | -  | 1  | -  | -  | -  | -  | -  | -    |
| 19  | Zuhai International Circuit        | 1     | -    | -  | -  | -  | -  | -   | -  | -  | -  | -  | -  | -  | -  | -  | -  | -  | -  | -  | -  | -  | -  | 1  | -  | -  | -  | -    |
| 20  | Red Bull Ring                      | 1     | -    | -  | -  | -  | -  | -   | -  | -  | -  | -  | -  | -  | -  | -  | -  | -  | -  | -  | -  | -  | -  | -  | 1  | -  | -  | -    |
| 21  | Silverstone Circuit                | 1     | -    | -  | -  | -  | -  | -   | -  | -  | -  | -  | -  | -  | -  | -  | -  | -  | -  | -  | -  | -  | -  | -  | -  | 1  | -  | -    |
| 22  | Brands Hatch                       | 1     | -    | -  | -  | -  | -  | -   | -  | -  | -  | -  | -  | -  | -  | -  | -  | -  | -  | -  | -  | -  | -  | -  | -  | -  | 1  | -    |
| 23  | Nürburgring                        | 1     | -    | -  | -  | -  | -  | -   | -  | -  | -  | -  | -  | -  | -  | -  | -  | -  | -  | -  | -  | -  | -  | -  | -  | -  | 1  | -    |

| Nr. | Strecke                               | Summe | 1999 | 98 | 97 | 96 | 95 | 94 | 93 | 92 | 91 | 90 | 89 | 88 | 87 | 86 | 85 | 84 | 83 | 82 | 81 | 80 | 79 | 78 | 77 | 76 | 75 | 74 | 73 | 72 | 71 | 70 | 69 | 68 | 67 | 66 | 65 | 64 | 63 | 62 | 61 | 60 |
| --- | ------------------------------------- | ----- | ---- | -- | -- | -- | -- | -- | -- | -- | -- | -- | -- | -- | -- | -- | -- | -- | -- | -- | -- | -- | -- | -- | -- | -- | -- | -- | -- | -- | -- | -- | -- | -- | -- | -- | -- | -- | -- | -- | -- | -- |
| 1   | Circuit de Spa-Francorchamps          | 25    | -    | 1  | 1  | 1  | 1  | 1  | 1  | 1  | 1  | -  | 1  | 1  | 1  | 1  | 1  | 1  | 1  | 1  | 1  | 1  | 1  | 1  | 1  | 1  | 1  | 1  | 1  | -  | -  | -  | -  | -  | -  | -  | -  | -  | -  | -  | -  | -  |
| 2   | Circuit de Montjuïc                   | 23    | -    | -  | -  | -  | -  | -  | -  | -  | -  | -  | -  | -  | -  | -  | -  | -  | -  | 1  | 1  | 1  | 1  | 1  | 1  | 1  | 1  | 1  | 1  | 1  | 1  | 1  | 1  | 1  | 1  | 1  | 1  | 1  | 1  | 1  | 1  | 1  |
| 3   | Circuit Bugatti                       | 22    | 1    | 1  | 1  | 1  | 1  | 1  | 1  | 1  | 1  | 1  | 1  | 1  | -  | 1  | -  | -  | 1  | -  | 1  | -  | 1  | -  | 1  | -  | 1  | 1  | 1  | 1  | 1  | -  | -  | -  | -  | -  | -  | -  | -  | -  | -  | -  |
| 4   | Suzuka International Racing Course    | 20    | 1    | 1  | 1  | 1  | 1  | 1  | 1  | 1  | 1  | 1  | 1  | 1  | 1  | 1  | 1  | 1  | 1  | 1  | 1  | 1  | -  | -  | -  | -  | -  | -  | -  | -  | -  | -  | -  | -  | -  | -  | -  | -  | -  | -  | -  | -  |
| 5   | Circuit Paul Ricard                   | 15    | 1    | 1  | 1  | 1  | 1  | -  | 1  | 1  | 1  | 1  | 1  | -  | -  | -  | 1  | 1  | -  | 1  | -  | -  | -  | 1  | -  | 1  | -  | -  | -  | -  | -  | -  | -  | -  | -  | -  | -  | -  | -  | -  | -  | -  |
| 6   | Thruxton Circuit                      | 13    | -    | -  | -  | -  | -  | -  | -  | -  | -  | -  | -  | -  | -  | -  | -  | -  | -  | -  | -  | -  | -  | -  | 1  | -  | 1  | 1  | 1  | 1  | 1  | 1  | 1  | -  | -  | -  | -  | 1  | 1  | 1  | 1  | 1  |
| 7   | Red Bull Ring                         | 9     | 1    | -  | -  | -  | -  | -  | -  | -  | -  | -  | -  | -  | 1  | 1  | 1  | 1  | 1  | 1  | 1  | 1  | -  | -  | -  | -  | -  | -  | -  | -  | -  | -  | -  | -  | -  | -  | -  | -  | -  | -  | -  | -  |
| 8   | Nürburgring                           | 9     | -    | -  | -  | -  | -  | -  | -  | -  | -  | -  | -  | -  | -  | -  | 1  | 1  | 1  | 1  | 1  | 1  | 1  | 1  | 1  | -  | -  | -  | -  | -  | -  | -  | -  | -  | -  | -  | -  | -  | -  | -  | -  | -  |
| 9   | Brands Hatch                          | 5     | -    | -  | -  | -  | -  | -  | -  | -  | -  | -  | -  | -  | -  | -  | -  | -  | -  | -  | -  | -  | 1  | 1  | -  | -  | -  | -  | -  | -  | -  | -  | -  | 1  | 1  | 1  | -  | -  | -  | -  | -  | -  |
| 10  | Autodromo Internazionale del Mugello  | 5     | -    | -  | -  | -  | -  | -  | -  | -  | -  | -  | -  | -  | -  | 0  | -  | 1  | 1  | -  | 1  | -  | -  | -  | -  | 1  | 1  | -  | -  | -  | -  | -  | -  | -  | -  | -  | -  | -  | -  | -  | -  | -  |
| 11  | TT Circuit Assen                      | 4     | -    | -  | -  | 1  | 1  | -  | -  | -  | -  | -  | -  | -  | -  | -  | -  | -  | -  | -  | -  | 1  | 1  | -  | -  | -  | -  | -  | -  | -  | -  | -  | -  | -  | -  | -  | -  | -  | -  | -  | -  | -  |
| 12  | Autodromo Nazionale di Monza          | 4     | -    | -  | -  | -  | -  | -  | -  | -  | -  | -  | -  | -  | 1  | -  | 1  | -  | -  | -  | -  | -  | -  | -  | -  | -  | -  | -  | -  | -  | -  | -  | -  | -  | -  | -  | 1  | 1  | -  | -  | -  | -  |
| 13  | Donington Park                        | 3     | -    | -  | -  | -  | -  | -  | -  | -  | -  | -  | -  | -  | 1  | -  | -  | -  | -  | 1  | 1  | -  | -  | -  | -  | -  | -  | -  | -  | -  | -  | -  | -  | -  | -  | -  | -  | -  | -  | -  | -  | -  |
| 14  | Misano World Circuit Marco Simoncelli | 3     | -    | -  | -  | -  | -  | -  | -  | -  | -  | -  | -  | -  | -  | -  | -  | -  | -  | -  | -  | 1  | -  | 1  | 1  | -  | -  | -  | -  | -  | -  | -  | -  | -  | -  | -  | -  | -  | -  | -  | -  | -  |
| 15  | Circuit de Nevers Magny-Cours         | 2     | -    | -  | -  | -  | -  | 1  | -  | -  | -  | -  | -  | -  | 1  | -  | -  | -  | -  | -  | -  | -  | -  | -  | -  | -  | -  | -  | -  | -  | -  | -  | -  | -  | -  | -  | -  | -  | -  | -  | -  | -  |
| 16  | Circuit Zolder                        | 2     | -    | -  | -  | -  | -  | -  | -  | -  | -  | -  | -  | -  | -  | -  | -  | -  | -  | -  | -  | -  | -  | -  | -  | -  | -  | -  | -  | 1  | 1  | -  | -  | -  | -  | -  | -  | -  | -  | -  | -  | -  |
| 17  | Autodromo Enzo e Dino Ferrari         | 2     | -    | -  | -  | -  | -  | -  | -  | -  | -  | -  | -  | -  | -  | -  | -  | -  | -  | 1  | -  | -  | -  | -  | -  | -  | -  | -  | -  | -  | -  | -  | -  | -  | -  | 1  | -  | -  | -  | -  | -  | -  |
| 18  | Phillip Island Circuit                | 2     | -    | -  | -  | -  | -  | -  | -  | 1  | 1  | -  | -  | -  | -  | -  | -  | -  | -  | -  | -  | -  | -  | -  | -  | -  | -  | -  | -  | -  | -  | -  | -  | -  | -  | -  | -  | -  | -  | -  | -  | -  |
| 19  | Johor Circuit                         | 2     | -    | -  | -  | -  | -  | -  | -  | 1  | 1  | -  | -  | -  | -  | -  | -  | -  | -  | -  | -  | -  | -  | -  | -  | -  | -  | -  | -  | -  | -  | -  | -  | -  | -  | -  | -  | -  | -  | -  | -  | -  |
| 20  | Circuito de Jerez                     | 2     | -    | -  | -  | -  | -  | -  | -  | -  | -  | -  | -  | -  | 1  | 1  | -  | -  | -  | -  | -  | -  | -  | -  | -  | -  | -  | -  | -  | -  | -  | -  | -  | -  | -  | -  | -  | -  | -  | -  | -  | -  |
| 21  | Circuito del Jarama                   | 2     | -    | -  | -  | -  | -  | -  | -  | -  | -  | -  | -  | -  | -  | -  | -  | 1  | -  | -  | -  | -  | -  | -  | -  | -  | -  | -  | -  | -  | -  | 1  | -  | -  | -  | -  | -  | -  | -  | -  | -  | -  |
| 22  | Autodrome de Linas-Montlhéry          | 2     | -    | -  | -  | -  | -  | -  | -  | -  | -  | -  | -  | -  | -  | -  | -  | 1  | -  | -  | -  | -  | -  | -  | -  | -  | -  | -  | -  | -  | 1  | -  | -  | -  | -  | -  | -  | -  | -  | -  | -  | 1  |
| 23  | Circuit de Winnerotte                 | 2     | -    | -  | -  | -  | -  | -  | -  | -  | -  | -  | -  | -  | -  | -  | -  | 1  | -  | -  | -  | -  | -  | -  | -  | -  | -  | -  | -  | -  | -  | -  | -  | -  | -  | -  | -  | -  | -  | -  | 1  | 1  |
| 24  | Circuito do Estoril                   | 1     | -    | -  | -  | -  | -  | -  | -  | -  | -  | -  | -  | -  | 1  | -  | -  | -  | -  | -  | -  | -  | -  | -  | -  | -  | -  | -  | -  | -  | -  | -  | -  | -  | -  | -  | -  | -  | -  | -  | -  | -  |
| 25  | Motorsport Arena Oschersleben         | 1     | 1    | -  | -  | -  | -  | -  | -  | -  | -  | -  | -  | -  | -  | -  | -  | -  | -  | -  | -  | -  | -  | -  | -  | -  | -  | -  | -  | -  | -  | -  | -  | -  | -  | -  | -  | -  | -  | -  | -  | -  |
| 26  | Silverstone Circuit                   | 1     | -    | -  | -  | -  | -  | -  | -  | -  | -  | -  | -  | -  | -  | -  | -  | -  | 1  | -  | -  | -  | -  | -  | -  | -  | -  | -  | -  | -  | -  | -  | -  | -  | -  | -  | -  | -  | -  | -  | -  | -  |
| 27  | Scandinavian Raceway                  | 1     | -    | -  | -  | -  | -  | -  | 1  | -  | -  | -  | -  | -  | -  | -  | -  | -  | -  | -  | -  | -  | -  | -  | -  | -  | -  | -  | -  | -  | -  | -  | -  | -  | -  | -  | -  | -  | -  | -  | -  | -  |
| 28  | Hockenheimring Baden-Württemberg      | 1     | -    | -  | -  | -  | -  | -  | -  | -  | -  | -  | -  | -  | -  | 1  | -  | -  | -  | -  | -  | -  | -  | -  | -  | -  | -  | -  | -  | -  | -  | -  | -  | -  | -  | -  | -  | -  | -  | -  | -  | -  |
| 29  | Castle Combe Circuit                  | 1     | -    | -  | -  | -  | -  | -  | -  | -  | -  | -  | -  | -  | -  | -  | -  | -  | -  | -  | -  | -  | -  | -  | -  | -  | -  | -  | -  | -  | -  | -  | -  | -  | -  | -  | 1  | -  | -  | -  | -  | -  |
| 30  | AVUS                                  | 1     | -    | -  | -  | -  | -  | -  | -  | -  | -  | -  | -  | -  | -  | -  | -  | -  | -  | -  | -  | -  | -  | -  | -  | -  | -  | -  | -  | -  | -  | -  | -  | -  | -  | -  | -  | -  | 1  | -  | -  | -  |

## Weltmeister
| 1980–1988 | Weltmeisterschaft |
| 1989–1990 | World-Cup         |
| seit 1991 | Weltmeisterschaft |

### Von 1980 bis 2000
| Jahr | Fahrer                                | Hersteller |
| ---- | ------------------------------------- | ---------- |
| 1980 | Marc Fontan Hervé Moineau             | Honda      |
| 1981 | Jean Lafond Raymond Roche             | Kawasaki   |
| 1982 | Jean-Claude Chemarin Jacques Cornu    | Kawasaki   |
| 1983 | Richard Hubin Hervé Moineau           | Suzuki     |
| 1984 | Gerard Coudray Patrick Igoa           | Honda      |
| 1985 | Gerard Coudray Patrick Igoa           | Honda      |
| 1986 | Patrick Igoa                          | Honda      |
| 1987 | Hervé Moineau Bruno Le Bihan          | Suzuki     |
| 1988 | Hervé Moineau Thierry Crine           | Suzuki     |
| 1989 | Alex Vieira                           | Honda      |
| 1990 | Alex Vieira                           | Honda      |
| 1991 | Alex Vieira                           | Kawasaki   |
| 1992 | Terry Rymer Carl Fogarty              | Kawasaki   |
| 1993 | Doug Toland                           | Kawasaki   |
| 1994 | Adrien Morillas                       | Kawasaki   |
| 1995 | Stéphane Mertens Jean-Michel Mattioli | Honda      |
| 1996 | Brian Morrison                        | Kawasaki   |
| 1997 | Peter Goddard Doug Polen              | Suzuki     |
| 1998 | Doug Polen Christian Lavieille        | Honda      |
| 1999 | Terry Rymer Jehan d’Orgeix            | Suzuki     |
| 2000 | Peter Lindén Warwick Nowland          | Suzuki     |

### Seit 2001
| Jahr      | Team                           | Hersteller | Maschine            | Fahrer           | Fahrer           | Fahrer           |
| --------- | ------------------------------ | ---------- | ------------------- | ---------------- | ---------------- | ---------------- |
| 2001      | Wim Motors Racing              | Honda      | Honda VTR 1000      | Albert Aerts     | Laurent Naveau   | Heinz Platacis   |
| 2002      | Zongshen                       | Suzuki     | Suzuki GSX-R 1000   | Warwick Nowland  |                  |                  |
| 2003      | Suzuki GB – Phase One          | Suzuki     | Suzuki GSX-R 1000   | James Ellison    | Jason Pridmore   |                  |
| 2004      | Yamaha GMT 94                  | Yamaha     | Yamaha YZF-R 1      | David Checa      | William Costes   |                  |
| 2005      | Suzuki Castrol Team            | Suzuki     | Suzuki GSX-R 1000   | Keiichi Kitagawa |                  |                  |
| 2006      | Suzuki Castrol Team            | Suzuki     | Suzuki GSX-R 1000   | Keiichi Kitagawa | Matthieu Lagrive | Vincent Philippe |
| 2007      | Suzuki Endurance Racing Team 1 | Suzuki     | Suzuki GSX-R 1000   | Matthieu Lagrive | Vincent Philippe |                  |
| 2008      | Suzuki Endurance Racing Team 1 | Suzuki     | Suzuki GSX-R 1000   | Julien Da Costa  |                  |                  |
| 2009      | Yamaha Austria Racing Team     | Yamaha     | Yamaha YZF-R 1      | Gwen Giabbani    | Igor Jerman      | Steve Martin     |
| 2010      | Suzuki Endurance Racing Team   | Suzuki     | Suzuki GSX-R 1000   | Vincent Philippe | Freddy Foray     |                  |
| 2011      | Suzuki Endurance Racing Team   | Suzuki     | Suzuki GSX-R 1000   | Anthony Delhalle |                  |                  |
| 2012      | Suzuki Endurance Racing Team   | Suzuki     | Suzuki GSX-R 1000   | Anthony Delhalle | Vincent Philippe | Jason Pridmore   |
| 2013      | Suzuki Endurance Racing Team   | Suzuki     | Suzuki GSX-R 1000   | Anthony Delhalle |                  |                  |
| 2014      | Yamaha GMT 94                  | Yamaha     | Yamaha YZF-R 1      | David Checa      | Mathieu Gines    | Kenny Foray      |
| 2015      | Suzuki Endurance Racing Team   | Suzuki     | Suzuki GSX-R 1000   | Anthony Delhalle | Etienne Masson   | Vincent Philippe |
| 2016      | Suzuki Endurance Racing Team   | Suzuki     | Suzuki GSX-R 1000   | Anthony Delhalle | Etienne Masson   | Vincent Philippe |
| 2016–2017 | Yamaha GMT 94                  | Yamaha     | Yamaha YZF-R 1      | Niccolò Canepa   | David Checa      |                  |
| 2017–2018 | F.C.C. TSR Honda France        | Honda      | Honda CBR 1000 RR   | Josh Hook        | Alan Techer      | Freddy Foray     |
| 2018–2019 | SRC Kawasaki France            | Kawasaki   | Kawasaki ZX-10 R    | Jérémy Guarnoni  | David Checa      | Erwan Nigon      |
| 2019–2020 | Suzuki Endurance Racing Team   | Suzuki     | Suzuki GSX-R 1000   | Etienne Masson   | Gregg Black      | Xavier Siméon    |
| 2021      | Yoshimura SERT Motul           | Suzuki     | Suzuki GSX-R 1000 R | Sylvain Guintoli | Gregg Black      | Xavier Siméon    |
| 2022      | F.C.C. TSR Honda France        | Honda      | Honda CBR 1000 RR   | Josh Hook        | Mike Di Meglio   |                  |
| 2023      | YART Yamaha                    | Yamaha     | Yamaha YZF-R 1      | Niccolò Canepa   | Marvin Fritz     | Karel Hanika     |
| 2024      | Yoshimura SERT Motul           | Suzuki     | Suzuki GSX-R 1000 R | Gregg Black      | Dan Linfoot      | Etienne Masson   |

## Punktesystem
Für Rennen von 8 Stunden oder weniger:
| Punktewertung | Punktewertung | Punktewertung | Punktewertung | Punktewertung | Punktewertung | Punktewertung | Punktewertung | Punktewertung | Punktewertung | Punktewertung | Punktewertung | Punktewertung | Punktewertung | Punktewertung | Punktewertung | Punktewertung | Punktewertung | Punktewertung | Punktewertung | Punktewertung |
| ------------- | ------------- | ------------- | ------------- | ------------- | ------------- | ------------- | ------------- | ------------- | ------------- | ------------- | ------------- | ------------- | ------------- | ------------- | ------------- | ------------- | ------------- | ------------- | ------------- | ------------- |
| Platz         | 1             | 2             | 3             | 4             | 5             | 6             | 7             | 8             | 9             | 10            | 11            | 12            | 13            | 14            | 15            | 16            | 17            | 18            | 19            | 20            |
| Punkte        | 30            | 24            | 21            | 19            | 17            | 15            | 14            | 13            | 12            | 11            | 10            | 9             | 8             | 7             | 6             | 5             | 4             | 3             | 2             | 1             |

Für Rennen von mehr als 8 Stunden und nicht mehr als 12 Stunden:
| Punktewertung | Punktewertung | Punktewertung | Punktewertung | Punktewertung | Punktewertung | Punktewertung | Punktewertung | Punktewertung | Punktewertung | Punktewertung | Punktewertung | Punktewertung | Punktewertung | Punktewertung | Punktewertung | Punktewertung | Punktewertung | Punktewertung | Punktewertung | Punktewertung |
| ------------- | ------------- | ------------- | ------------- | ------------- | ------------- | ------------- | ------------- | ------------- | ------------- | ------------- | ------------- | ------------- | ------------- | ------------- | ------------- | ------------- | ------------- | ------------- | ------------- | ------------- |
| Platz         | 1             | 2             | 3             | 4             | 5             | 6             | 7             | 8             | 9             | 10            | 11            | 12            | 13            | 14            | 15            | 16            | 17            | 18            | 19            | 20            |
| Punkte        | 35            | 29            | 25            | 21            | 18            | 16            | 14            | 13            | 12            | 11            | 10            | 9             | 8             | 7             | 6             | 5             | 4             | 3             | 2             | 1             |

Für Rennen von mehr als 12 Stunden:
| Punktewertung | Punktewertung | Punktewertung | Punktewertung | Punktewertung | Punktewertung | Punktewertung | Punktewertung | Punktewertung | Punktewertung | Punktewertung | Punktewertung | Punktewertung | Punktewertung | Punktewertung | Punktewertung | Punktewertung | Punktewertung | Punktewertung | Punktewertung | Punktewertung |
| ------------- | ------------- | ------------- | ------------- | ------------- | ------------- | ------------- | ------------- | ------------- | ------------- | ------------- | ------------- | ------------- | ------------- | ------------- | ------------- | ------------- | ------------- | ------------- | ------------- | ------------- |
| Platz         | 1             | 2             | 3             | 4             | 5             | 6             | 7             | 8             | 9             | 10            | 11            | 12            | 13            | 14            | 15            | 16            | 17            | 18            | 19            | 20            |
| Punkte        | 40            | 33            | 28            | 24            | 21            | 19            | 17            | 15            | 13            | 11            | 10            | 9             | 8             | 7             | 6             | 5             | 4             | 3             | 2             | 1             |

Seit 2014 gibt es bei Rennen über mehr als 8 Stunden zusätzliche Punkte für die Platzierungen nach 8 bzw. 16 Stunden. Seit der Saison 2018/19 gibt es bei jedem Rennen weitere Zusatzpunkte für die 5 Trainingsschnellsten, also für Startplatz 1 bis 5. Die Zusatzpunkte gibt es für Fahrer und Teams, aber nicht für die Herstellerwertung – für Fahrer und Teams auch dann, wenn sie das Rennen nicht in Wertung beenden. Die Zusatzpunkte werden jeweils nach dem unten stehenden Muster vergeben, so dass ein Sieg folgende Punkte bringen kann:
- 8-h-Rennen: zwischen 30 und 35 Punkte
- 12-h-Rennen: zwischen 35 und 50 Punkte
- 24-h-Rennen: zwischen 40 und 65 Punkte

| Platz  | 1  | 2 | 3 | 4 | 5 | 6 | 7 | 8 | 9 | 10 |
| Punkte | 10 | 9 | 8 | 7 | 6 | 5 | 4 | 3 | 2 | 1  |

| Startplatz | 1 | 2 | 3 | 4 | 5 |
| Punkte     | 5 | 4 | 3 | 2 | 1 |

In der Saison 2016/17 kam erstmals die Reglementänderung vom August 2016 zum Tragen, wonach im letzten Rennen der Saison das 1,5fache der normalen Punktzahl vergeben wird. So gab es am 30. Juli 2017 für den Sieg beim 8h-Rennen von Suzuka erstmals diese Punktewertung.
| Punktewertung Finalrennen | Punktewertung Finalrennen | Punktewertung Finalrennen | Punktewertung Finalrennen | Punktewertung Finalrennen | Punktewertung Finalrennen | Punktewertung Finalrennen | Punktewertung Finalrennen | Punktewertung Finalrennen | Punktewertung Finalrennen | Punktewertung Finalrennen | Punktewertung Finalrennen | Punktewertung Finalrennen | Punktewertung Finalrennen | Punktewertung Finalrennen | Punktewertung Finalrennen | Punktewertung Finalrennen | Punktewertung Finalrennen | Punktewertung Finalrennen | Punktewertung Finalrennen | Punktewertung Finalrennen |
| ------------------------- | ------------------------- | ------------------------- | ------------------------- | ------------------------- | ------------------------- | ------------------------- | ------------------------- | ------------------------- | ------------------------- | ------------------------- | ------------------------- | ------------------------- | ------------------------- | ------------------------- | ------------------------- | ------------------------- | ------------------------- | ------------------------- | ------------------------- | ------------------------- |
| Platz                     | 1                         | 2                         | 3                         | 4                         | 5                         | 6                         | 7                         | 8                         | 9                         | 10                        | 11                        | 12                        | 13                        | 14                        | 15                        | 16                        | 17                        | 18                        | 19                        | 20                        |
| Punkte                    | 45                        | 36                        | 31,5                      | 28,5                      | 25,5                      | 22,5                      | 21                        | 19,5                      | 18                        | 16,5                      | 15                        | 13,5                      | 12                        | 10,5                      | 9                         | 7,5                       | 6                         | 4,5                       | 3                         | 1,5                       |

FIM Endurance Weltmeister ist
- das Team, das die meisten Punkte in allen Rennen gesammelt hat (mit Zusatzpunkten).
- der Hersteller mit den meisten Punkten aus allen Rennen (ohne Zusatzpunkte und es zählt pro Rennen nur das bei Rennende bestplatzierte Motorrad eines jeden Herstellers).
- außerdem der oder die Fahrer mit den meisten Punkten. So war es lange Zeit theoretisch möglich, dass der „Endurance-Weltmeister“ nie für das weltmeisterliche Team gefahren ist und seine Punkte auf Motorrädern mehrerer Marken erzielt hat. Tatsächlich gab es diese Situation 2016, als Lucas Mahias auf Suzuki und Yamaha deutlich mehr Punkte sammelte als die Fahrer des Weltmeister-Teams Suzuki Endurance Racing Team. Um diese kuriose Situation auszuschließen, wurde ab der Saison 2017/18 das Reglement geändert. Fahrerweltmeister kann seither nur sein, wer mindestens 75 % der Saison für das Weltmeister-Team bestritten hat.

## Klassen und Spezifikationen 2025
Die Weltmeisterschaft besteht aktuell aus drei Klassen:
- Formula EWC
- Superstock
- Production

### Formula EWC
Die verwendeten Motorräder müssen eine FIM „Superbike“ Homologation besitzen. Das Serienbike darf einen Kaufpreis von 44.000 Euro nicht überschreiten. Alle Motorräder müssen vorne, hinten und im Profil dem Serienbike entsprechen. Die Abgasanlage ist davon ausgenommen. Das Motorrad darf im Bereich, Schwinge, Gabel, Radaufhängung, Räder, Bremsen, Lenker, Fußrastenanlage, Getriebe, Kupplung, Tank (max. 24 Liter) und einige weitere verändert werden. Der Motor darf von den Herstellern in einigen Bereichen präpariert werden, außer in Hubraum, Bohrung und Hub. Zusätzlich dürfen die Motorräder ein Schnellwechselsystem für die Reifen verwenden. Die Scheinwerfer müssen weißes Licht emittieren. Die Startnummer besteht aus elektrolumineszenten weißen Ziffern auf schwarzem Grund.
| Motor                       | Hubraum                 | Mindestgewicht* |
| --------------------------- | ----------------------- | --------------- |
| 4-Zylinder-Viertakt-Motoren | 600 cm³ bis zu 1000 cm³ | 170 kg          |
| 3-Zylinder-Viertakt-Motoren | 750 cm³ bis zu 1000 cm³ | 170 kg          |
| 2-Zylinder-Viertakt-Motoren | 850 cm³ bis zu 1200 cm³ | 170 kg          |

* Das Mindestgewicht exkludiert den Tank, Tankinhalt und dessen Peripherie. Während der Trainings und Qualifyings muss das Gewicht während einer Kontrolle mindestens 177 kg (inkl. Tank, Tankinhalt und Peripherie) betragen.

### Superstock 1000 und Superstock 1100
Die verwendeten Motorräder müssen eine FIM „Superstock“ oder eine FIM „Superstock 1100“ Homologation besitzen. Das Serienbike darf einen Kaufpreis von 36.300 Euro nicht überschreiten. Die Motorräder basieren auf den gleichen Maschinen, die auch in der Formula EWC verwendet werden, jedoch dürfen die Maschinen nach Superstock-Reglement nur geringfügig angepasst werden. Die Scheinwerfer müssen gelbes Licht emittieren. Die Startnummer besteht aus elektrolumineszenten weißen Ziffern auf rotem Grund.
| Klasse          | Motor                       | Hubraum                 | Mindestgewicht* |
| --------------- | --------------------------- | ----------------------- | --------------- |
| Superstock 1000 | 4-Zylinder-Viertakt-Motoren | 750 cm³ bis zu 1000 cm³ | 170 kg          |
| Superstock 1000 | 3-Zylinder-Viertakt-Motoren | 750 cm³ bis zu 1000 cm³ | 170 kg          |
| Superstock 1000 | 2-Zylinder-Viertakt-Motoren | 850 cm³ bis zu 1200 cm³ | 170 kg          |
| Superstock 1100 | 4-Zylinder-Viertakt-Motoren | 750 cm³ bis zu 1200 cm³ | 176 kg          |
| Superstock 1100 | 3-Zylinder-Viertakt-Motoren | 750 cm³ bis zu 1200 cm³ | 176 kg          |

* Das Mindestgewicht exkludiert den Tank, Tankinhalt und dessen Peripherie. Während der Trainings und Qualifyings muss das Gewicht während einer Kontrolle mindestens 177 kg (inkl. Tank, Tankinhalt und Peripherie) betragen. Für Motorräder die nach „Superstock 1100“ homologiert sind, ist je nach Modell ein Balastgewicht erforderlich. Das Mindestgewicht (inkl. Tank, Tankinhalt und Peripherie) beträgt daher das kombinierte Gewicht plus 7 kg.

### Production
Die verwendeten Motorräder müssen eine FIM „Superstock“ oder eine FIM „Superstock 1100“ Homologation besitzen. Das Serienbike darf einen Kaufpreis von 25.000 Euro nicht überschreiten. Es sind nur wenige, kleinere Änderungen gegenüber dem Serienbike erlaubt, um die Klasse kostengünstig und attraktiv für Einsteiger zu gestalten. Die Scheinwerfer müssen gelbes Licht emittieren. die Startnummer besteht aus elektrolumineszenten weißen Ziffern auf blauem Grund.